# ディーン・ザナック
ディーン・ザナック（Dean Zanuck, 1972年8月11日 - ）は、アメリカ合衆国の映画プロデューサーである。

## 生い立ち
カリフォルニア州ロサンゼルスで生まれる。父親は同じく映画プロデューサーのリチャード・D・ザナック、母親は女優のリンダ・ハリソンである。父方の祖父は20世紀フォックス共同設立者のダリル・F・ザナック、祖母は女優のヴァージニア・フォックスである。

## キャリア
13年間にわたってザ・ザナック・カンパニーで幹部を務めていた。2002年に彼はインディペンデント映画の企画・製作に特化した新部門であるザナック・インディペンデントを立ち上げた。

## 私生活
リアリティ番組『The Real Housewives of Beverly Hills』に出演している不動産エージェントのマリサ・ザナックと結婚した。2人はカリフォルニア州ビバリーヒルズに住み、息子と娘を1人ずつもうけている。

## フィルモグラフィ

### プロダクションエグゼクティブ
- ディープ・インパクト Deep Impact （1998年）[1]
- PLANET OF THE APES/猿の惑星 Planet of the Apes （2001年）[1]
- ビッグ・フィッシュ Big Fish （2003年）[1]
- チャーリーとチョコレート工場 Charlie and the Chocolate Factory （2005年）[1]
- スウィーニー・トッド フリート街の悪魔の理髪師 Sweeney Todd: The Demon Barber of Fleet Street （2007年）[1]
- イエスマン “YES”は人生のパスワード Yes Man （2008年）[1]

### プロデューサー
- サラマンダー Reign of Fire （2002年） 共同プロデューサー[1]
- ロード・トゥ・パーディション Road to Perdition （2002年） プロデューサー[1]
- Dead Lawyers （2004年） テレビ映画、エグゼクティブプロデューサー[1]
- Get Low （2009年） プロデューサー[1]
- Tontine Massacre （2010年） プロデューサー[1]
- ゼロの未来 The Zero Theorem （2013年） プロデューサー[1]
- ボイス・フロム・ザ・ダークネス Voice from the Stone (2017年)